# 罗讷河畔图尔农
罗讷河畔图尔农（法語：Tournon-sur-Rhône，發音：[tuʁnɔ̃ syʁ ʁon]），法国东南部城市，奥弗涅-罗讷-阿尔卑斯大区阿尔代什省的一个市镇，同时也是该省的一个副省会，下辖罗讷河畔图尔农区，其市镇面积为21.01平方公里，2022年1月1日时人口数量为11,302人，在所有法国市镇中排名第966位。
罗讷河畔图尔农原名仅为“图尔农”，于1988年更名。该市位于阿尔代什省东北部，罗讷河右岸，隔河与德龙省的坦莱尔米塔日相望，并通过桥梁连接。图尔农历史上长期为同名封建领主所在地，其宅邸图尔农城堡为当地的标志性建筑。
法国作家加布里埃尔·富尔出生于图尔农。

## 地名来源

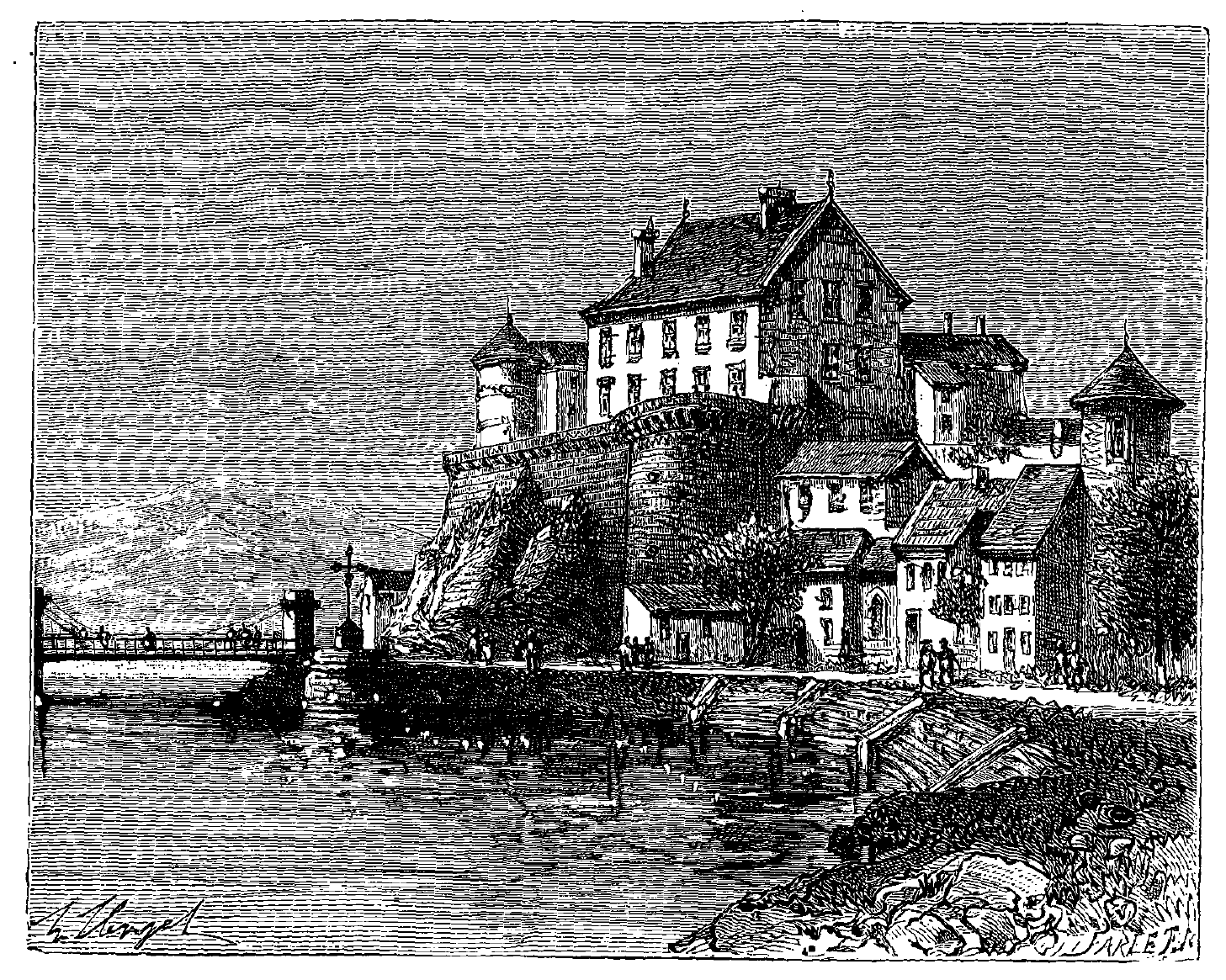
1897年的图尔农城堡

“图尔农”一名来源于高卢语单词“turno”，意为“高处的农场”。

## 历史
罗讷河畔图尔农在中世纪时长期为多菲内的一个小村落，公元11世纪时，当地由图尔农家族（famille de Tournon）统治。1211年，图尔农的吉尼翁（Guigon de Tournon）宣布将图尔农开辟为自由市镇，由此为当地带来了商业的发展。14世纪时，图尔农家族在葡萄酒贸易中获得大量财富，将其位于图尔农的宅邸扩建成为图尔农城堡。1551年，图尔农的弗朗索瓦成为里昂总主教，其威望使得图尔农也出现了一处天主教堂和一所学校，同时其市镇徽章上出现了鸢尾花图案（法兰西王室标志），1574年，亨利三世曾拜访于此。中世纪末期属于维瓦赖行省。法国大革命后，罗讷河畔图尔农被划入阿尔代什省，横跨罗讷河的马克·瑟甘悬索桥于1825年建成。1988年，经法国民政部批准，图尔农更名为“罗讷河畔图尔农”。

## 地理

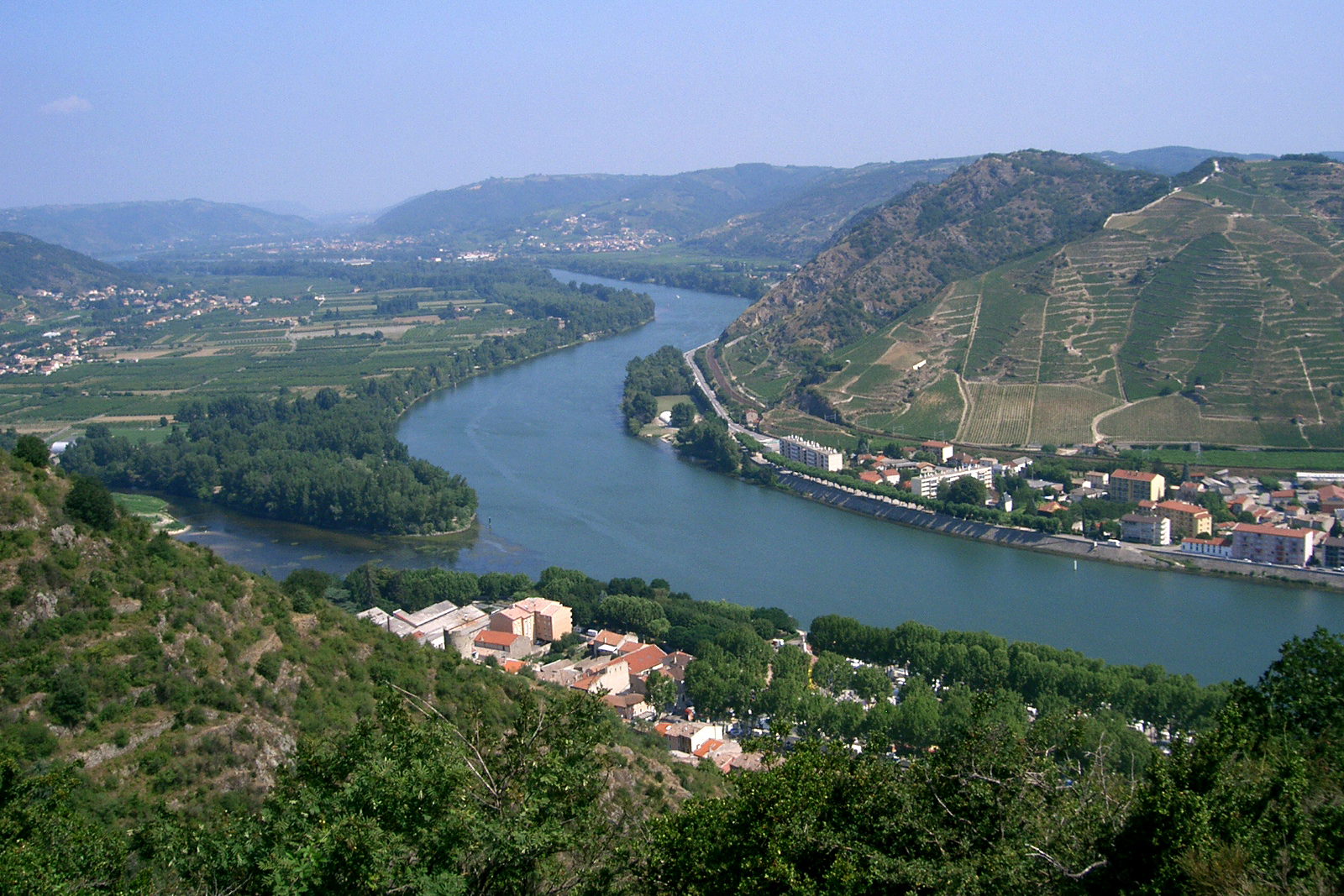
杜河与罗讷河交汇处

罗讷河畔图尔农位于法国东南部，奥弗涅-罗讷-阿尔卑斯大区南部和阿尔代什省东北部，距离省会普里瓦大约54公里。与罗讷河畔图尔农接壤的市镇包括：莫沃、普拉、圣巴泰勒米勒普兰、圣让德米佐勒、拉罗什德格兰、坦莱尔米塔日、梅尔屈罗勒-沃讷。

### 地形
罗讷河畔图尔农位于法国中央高原东部边缘，该地形区的东侧界限即为罗讷河。罗讷河畔图尔农境内可分为两大地形区：靠近罗讷河沿岸为河流冲积区，地形平坦，主要的建筑物集中于此；其西侧为丘陵区，起伏较大，除葡萄种植园和少量建筑外，未获得大规模开发。罗讷河畔图尔农的全境海拔在115到508米之间。

### 水文
罗讷河畔图尔农位于罗讷河干流右岸，后者为法国五大河流之一。罗讷河右岸支流杜河在此与其交汇。

### 植被
罗讷河畔图尔农属于温带落叶林区，市区内的主要绿地集中在市区西部的山丘上，以及法尔科奈广场（Quai de Farconnet）、埃登花园（Jardin d'Eden）等地。

### 气候
罗讷河畔图尔农在柯本气候分类法中属于温带海洋性气候。
距离罗讷河畔图尔农最近的气象站位于梅尔屈罗勒-沃讷境内，以下为该气象站的数据（其中日照数据由罗讷河畔图尔农本地取得，但仅为2019年单年的数据，可能不具有代表性）：
| 罗讷河畔图尔农1981年－2019年 | 罗讷河畔图尔农1981年－2019年 | 罗讷河畔图尔农1981年－2019年 | 罗讷河畔图尔农1981年－2019年 | 罗讷河畔图尔农1981年－2019年 | 罗讷河畔图尔农1981年－2019年 | 罗讷河畔图尔农1981年－2019年 | 罗讷河畔图尔农1981年－2019年 | 罗讷河畔图尔农1981年－2019年 | 罗讷河畔图尔农1981年－2019年 | 罗讷河畔图尔农1981年－2019年 | 罗讷河畔图尔农1981年－2019年 | 罗讷河畔图尔农1981年－2019年 | 罗讷河畔图尔农1981年－2019年 |
| 月份                         | 1月                          | 2月                          | 3月                          | 4月                          | 5月                          | 6月                          | 7月                          | 8月                          | 9月                          | 10月                         | 11月                         | 12月                         | 全年                         |
| ---------------------------- | ---------------------------- | ---------------------------- | ---------------------------- | ---------------------------- | ---------------------------- | ---------------------------- | ---------------------------- | ---------------------------- | ---------------------------- | ---------------------------- | ---------------------------- | ---------------------------- | ---------------------------- |
| 历史最高温 °C（°F）          | 20 (68)                      | 20.6 (69.1)                  | 25.8 (78.4)                  | 30.4 (86.7)                  | 34 (93)                      | 38.1 (100.6)                 | 39 (102)                     | 41.4 (106.5)                 | 34.1 (93.4)                  | 28.6 (83.5)                  | 22.1 (71.8)                  | 19.5 (67.1)                  | 41.4 (106.5)                 |
| 平均高温 °C（°F）            | 7.7 (45.9)                   | 10 (50)                      | 14.5 (58.1)                  | 17.9 (64.2)                  | 22.8 (73.0)                  | 26.8 (80.2)                  | 29.4 (84.9)                  | 28.8 (83.8)                  | 23.4 (74.1)                  | 18.8 (65.8)                  | 11.9 (53.4)                  | 8 (46)                       | 18.3 (64.9)                  |
| 日均气温 °C（°F）            | 4.4 (39.9)                   | 5.9 (42.6)                   | 9.3 (48.7)                   | 12.3 (54.1)                  | 16.9 (62.4)                  | 20.5 (68.9)                  | 22.7 (72.9)                  | 22.1 (71.8)                  | 17.6 (63.7)                  | 13.9 (57.0)                  | 8.2 (46.8)                   | 4.9 (40.8)                   | 13.2 (55.8)                  |
| 平均低温 °C（°F）            | 1 (34)                       | 1.8 (35.2)                   | 4.1 (39.4)                   | 6.8 (44.2)                   | 11 (52)                      | 14.2 (57.6)                  | 15.9 (60.6)                  | 15.5 (59.9)                  | 11.8 (53.2)                  | 9 (48)                       | 4.5 (40.1)                   | 1.8 (35.2)                   | 8.1 (46.6)                   |
| 历史最低温 °C（°F）          | −11.8 (10.8)                 | −10.3 (13.5)                 | −9.2 (15.4)                  | −3.1 (26.4)                  | 3.1 (37.6)                   | 6.4 (43.5)                   | 8.2 (46.8)                   | 7.1 (44.8)                   | 2.7 (36.9)                   | −4.3 (24.3)                  | −5.3 (22.5)                  | −11.2 (11.8)                 | −11.8 (10.8)                 |
| 平均降水量 mm（）            | 58.8 (2.31)                  | 39.1 (1.54)                  | 37.9 (1.49)                  | 70.8 (2.79)                  | 81.1 (3.19)                  | 49.6 (1.95)                  | 51.4 (2.02)                  | 77.2 (3.04)                  | 122.5 (4.82)                 | 127.3 (5.01)                 | 107.3 (4.22)                 | 49.7 (1.96)                  | 872.7 (34.36)                |
| 月均日照時數                 | 82.7                         | 164.2                        | 198.7                        | 153.2                        | 184                          | 169                          | 229.5                        | 261.2                        | 214.2                        | 119.7                        | 66                           | 83                           | 1,925                        |
| 来源：infoclimat.fr          |                              |                              |                              |                              |                              |                              |                              |                              |                              |                              |                              |                              |                              |

## 行政区划
罗讷河畔图尔农是法国奥弗涅-罗讷-阿尔卑斯大区阿尔代什省的一个市镇，编号为07324，它也是阿尔代什省的一个副省会。罗讷河畔图尔农下辖罗讷河畔图尔农区，管理罗讷河畔图尔农县，在日常事务中归属于埃尔米塔日-图尔农城市圈公共社区。
法国国家统计与经济研究所（简称）在进行数据统计时，将罗讷河畔图尔农及相邻的另外7个市镇设为罗讷河畔图尔农城市核心区，并将包括核心区在内的周边共11个市镇划为罗讷河畔图尔农城市区。同时，还将罗讷河畔图尔农市镇分为了4个“块区”（IRIS），以便于统计人口分布情况。

## 交通

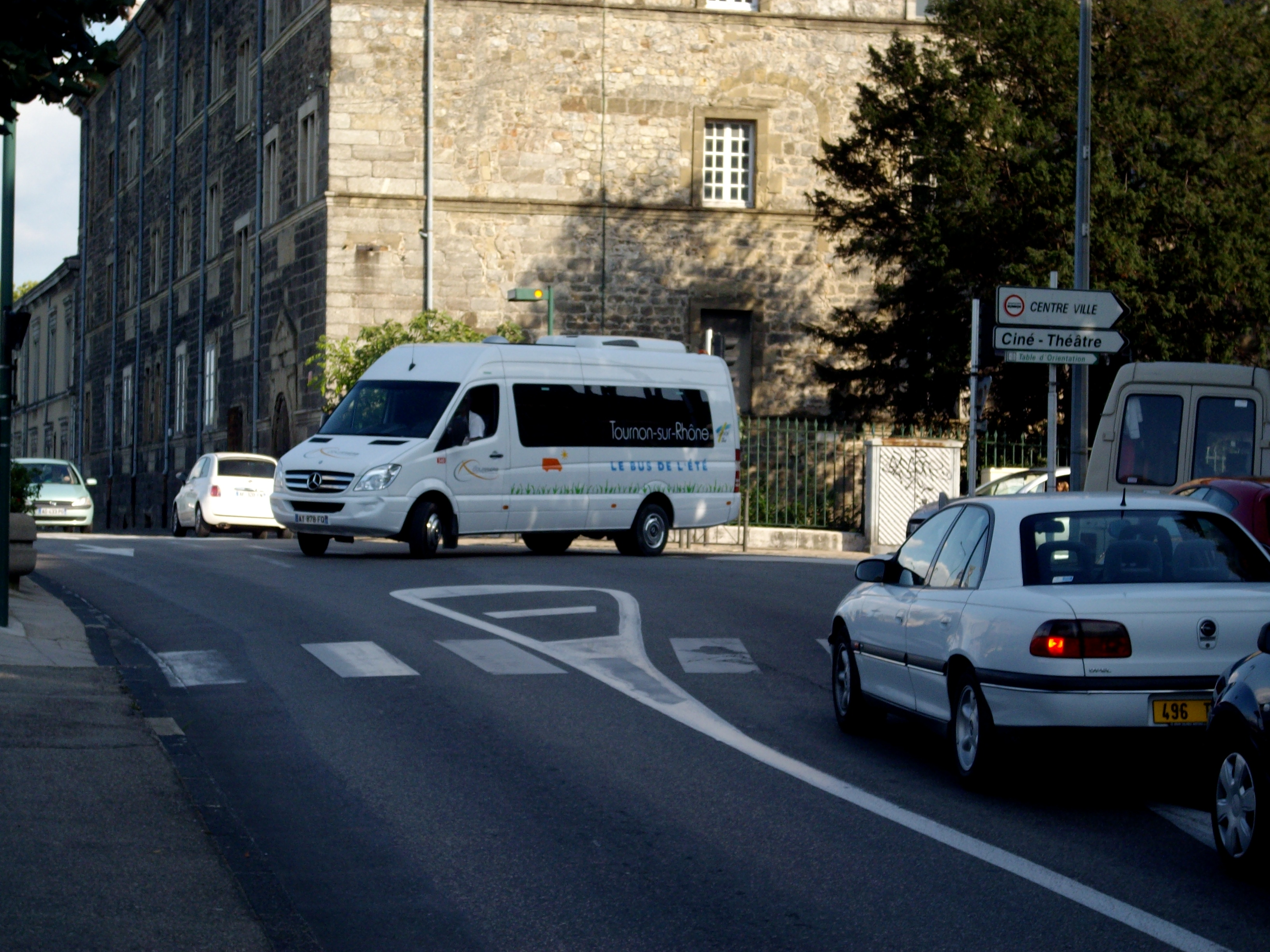
罗讷河畔图尔农街头的小型公共汽车

### 公路
距离罗讷河畔图尔农最近的高速公路为法国A7高速公路的13号出入口（罗芒-图尔农-坦莱尔米塔日），此外多条阿尔代什省省道在罗讷河畔图尔农境内交汇，有校车线路可前往周边部分市镇。
阿尔代什省城际客运开行由罗讷河畔图尔农出发，前往瓦朗斯、圣阿格雷沃和拉卢韦斯克三个方向的客运班车线路。
2016年，71.9%的罗讷河畔图尔农家庭拥有至少一辆的私人汽车。同年，罗讷河畔图尔农境内共发生各类交通事故7起，造成1人遇难，6人受伤。

### 铁路
罗讷河畔图尔农市区位于铁路上，该铁路自1973年起取消了客运服务，成为货运专线；距离罗讷河畔图尔农最近的客运铁路车站为坦莱尔米塔日-图尔农站，后者位于罗讷河左岸的坦莱尔米塔日境内，距离罗讷河畔图尔农市政厅仅1公里，该站位于巴黎－马赛铁路线上，停靠往返于里昂和马赛一线的区域列车。

### 航空
距离罗讷河畔图尔农最近的民用航空站为里昂圣埃克絮佩里机场，距离罗讷河畔图尔农市中心的公路里程约97公里。

### 城市公共交通
埃尔米塔日-图尔农城市圈公共社区提供两条城市途径图尔农的小巴线路，其中一条线路连接坦莱尔米塔日；另一条线路纵贯图尔农市区南北。

## 政治

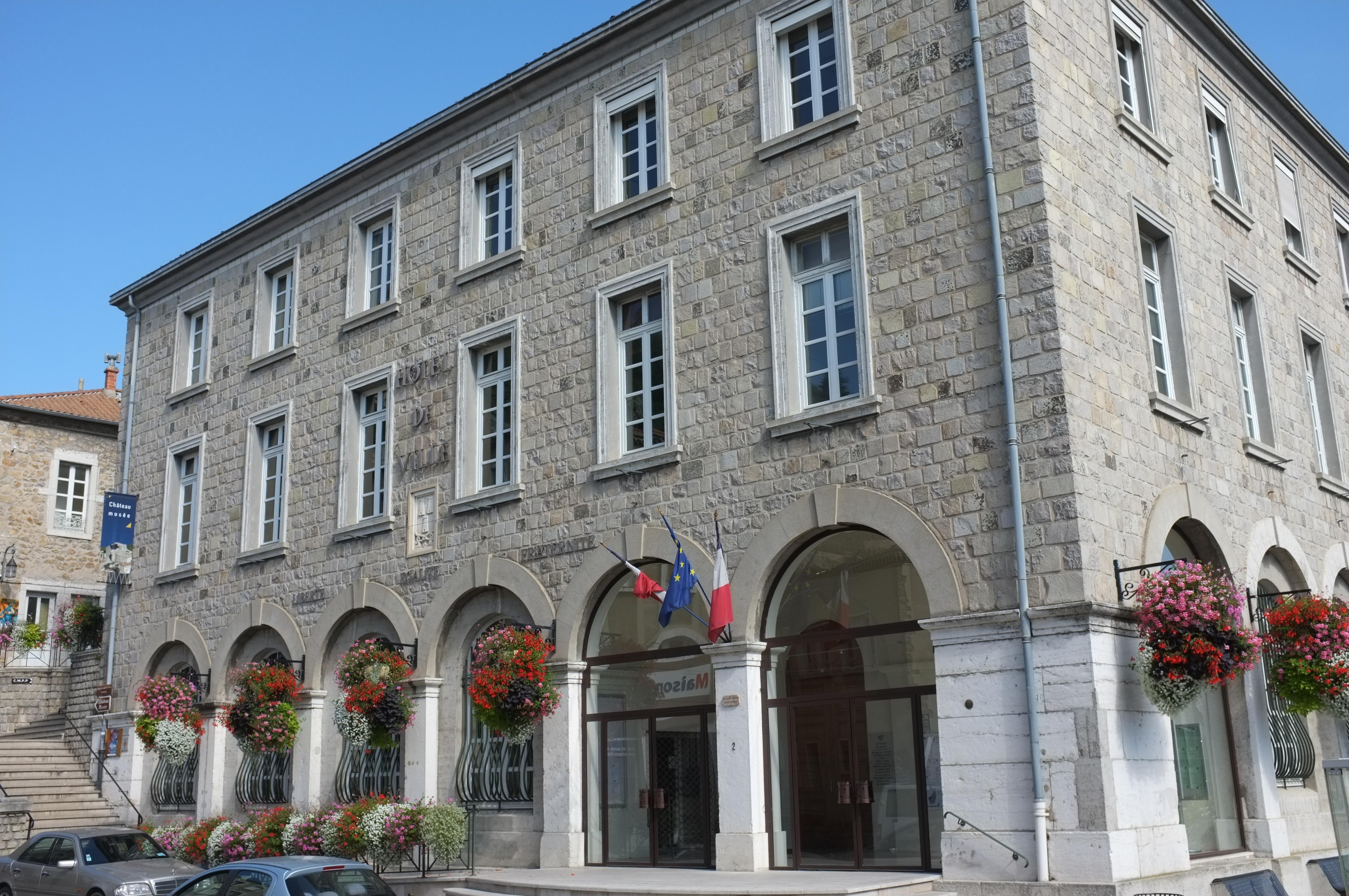
罗讷河畔图尔农市政厅

罗讷河畔图尔农的现任市长为弗雷德雷克·索塞先生（Frédéric Sausset），他是共和党的一名成员，在2014年的市政选举中获得了65.47%的支持率，在2020年的市政选举中则获得了40.09%的支持率。
在2017年的法国总统大选中，法国第25任总统埃马纽埃尔·马克龙在罗讷河畔图尔农获得了68.97%的支持率。
| 罗讷河畔图尔农历届市长 |                    |                                          |
| 任期                   | 市长               | 党派                                     |
| 1944年－1959年         | 卡米耶·阿尔诺      | RAD激进党                                |
| 1959年－1974年         | 路易·罗什-德弗朗斯 | CNIP全国独立人士与农民中心 →RI独立激进党 |
| 1974年－1977年         | 皮埃尔·迪迪耶尔    | RI独立激进党                             |
| 1977年－1989年         | 安德烈·图拉斯      | UDF法国民主联盟                          |
| 1989年－2001年         | 让-皮埃尔·弗拉希斯 | UDF法国民主联盟                          |
| 2001年－2008年         | 让·蓬捷            | PRG左派激進黨                            |
| 2008年－               | 弗雷德雷克·索塞    | UMP人民运动联盟 →LR共和黨                |

## 人口
2017年，罗讷河畔图尔农市镇人口数量为10,307，在法国排名第966位。其中男性4,861人，女性5,373人，75岁及以上人口占10%，外籍人口数量为573人，人口密度为491人/平方公里，当地居民被称为（男性）或（女性）。2018年，罗讷河畔图尔农境内出生95人，死亡人口132人。
| 年份   | 1936  | 1946  | 1954  | 1962  | 1968  | 1975  | 1982  | 1990  | 1999  | 2006   | 2011   | 2016   | 2017   |
| ------ | ----- | ----- | ----- | ----- | ----- | ----- | ----- | ----- | ----- | ------ | ------ | ------ | ------ |
| 人口數 | 5,658 | 5,798 | 6,785 | 6,878 | 7,858 | 8,732 | 9,099 | 9,546 | 9,946 | 10,582 | 10,689 | 10,234 | 10,307 |

## 经济
罗讷河畔图尔农是一个区域性的中心城市，行政、社会服务和旅游及相关产业是当地的主要就业岗位类型

## 财政收入
2018年，罗讷河畔图尔农的财政收入总额为11,392,000欧元，财政支出总额为10,508,900欧元，当年的债务总额为16,548,600欧元。
2014年，罗讷河畔图尔农的人均收入总额为2,452欧元，其中高职人员为4,393欧元，普通职员为1,842欧元。
2016年，罗讷河畔图尔农境内的青壮年（15至64岁）失业率为17.6%，当地39.9%的家庭拥有纳税资格。

## 社会事务

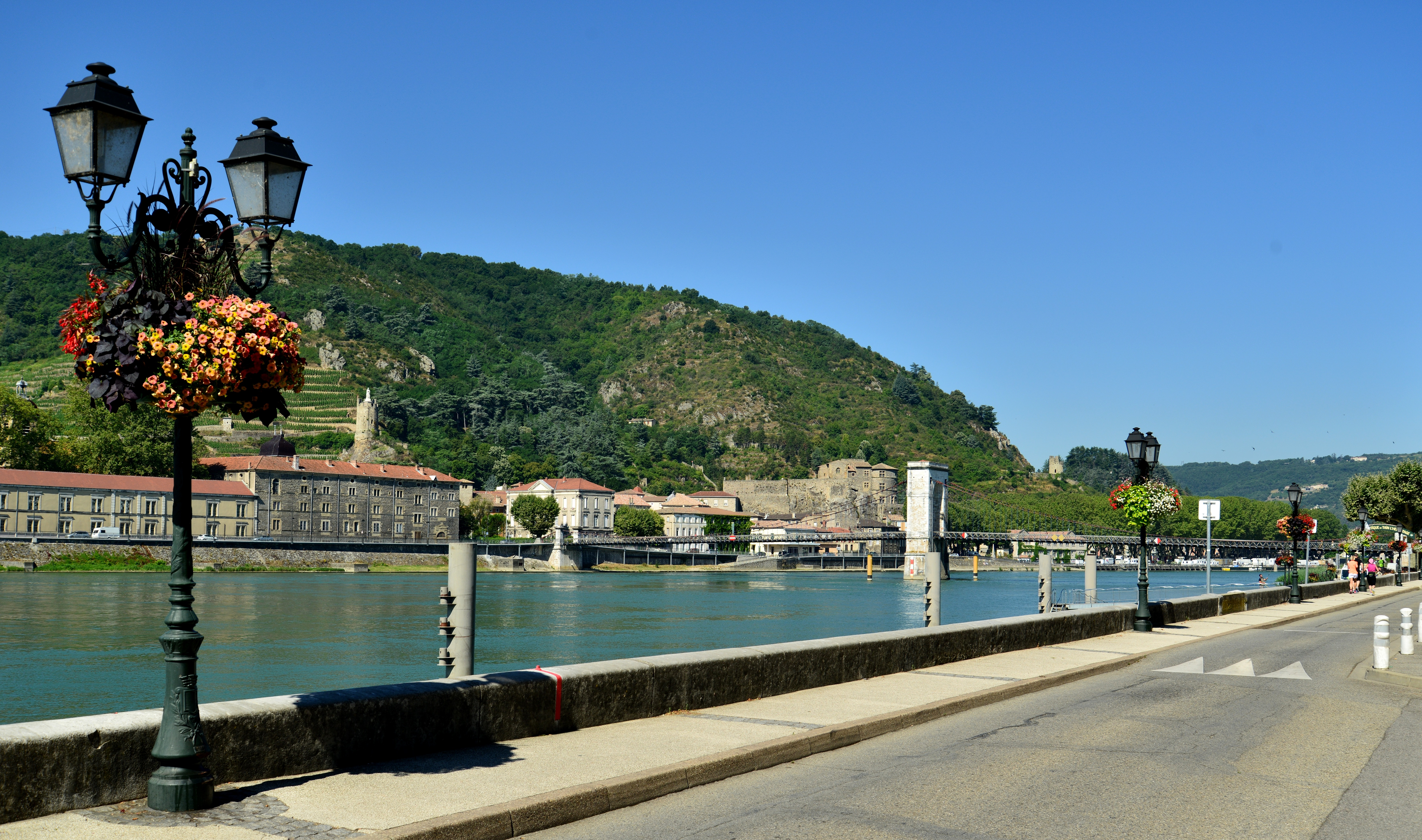
由罗讷河左岸眺望图尔农

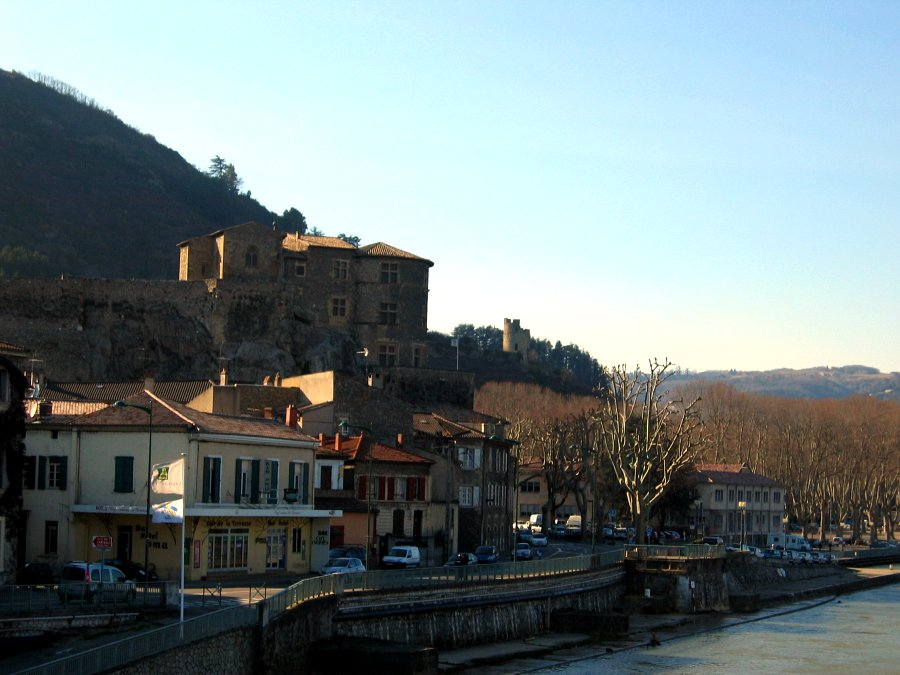
沿河畔修建的民居

### 教育
罗讷河畔图尔农属于格勒诺布尔学区。截止2018年1月1日，罗讷河畔图尔农境内共有3所幼儿园、5所小学、3所初级中学、2所普通高中、1所农业高中和1所职业高中。2018至2019学年度，罗讷河畔图尔农境内共有在校中小学生3,598名。

### 医疗
截止2018年1月1日，罗讷河畔图尔农境内共有全科医生9名、保健师8名、牙医8名、护士13名、耳科医生1名、眼科医生1名、皮肤科医生1名、助产士3名和妇科医生1名。境内共有药房4家，养老院4家。
图尔农中心医院（Centre Hospitalier de Tournon）位于罗讷河畔图尔农市区，设有两个病区，是当地规模最大的公立综合性医院。

### 住房
2016年，罗讷河畔图尔农境内共有各类住房5,593套，其中84.9%为常住房屋。集中式居民区主要分布在市区南部的莱古勒街区。

### 商业
2017年，罗讷河畔图尔农境内共有各类商铺691家，其中餐饮服务类306家。市区南部建有大型开放式商业街区。

### 体育
2018年，罗讷河畔图尔农境内共有1家游泳池、2间健身房、1座综合体育场、6处网球场、2处足球或橄榄球场以及2处篮球或排球场。
图尔农-坦足球俱乐部（RC Tournon Tain）是当地的一支足球队，2019至2020赛季参加区域性的足球联赛。

### 环境
罗讷河畔图尔农的环境事务由其所属的公共社区负责。2017年，罗讷河畔图尔农境内共有2家污染企业。

### 治安
2014年，罗讷河畔图尔农及附近地区共发生各类案件3,023起，其中盗窃类案件1,894起，经济类案件269起，毒品交易类案件230起。

## 文化

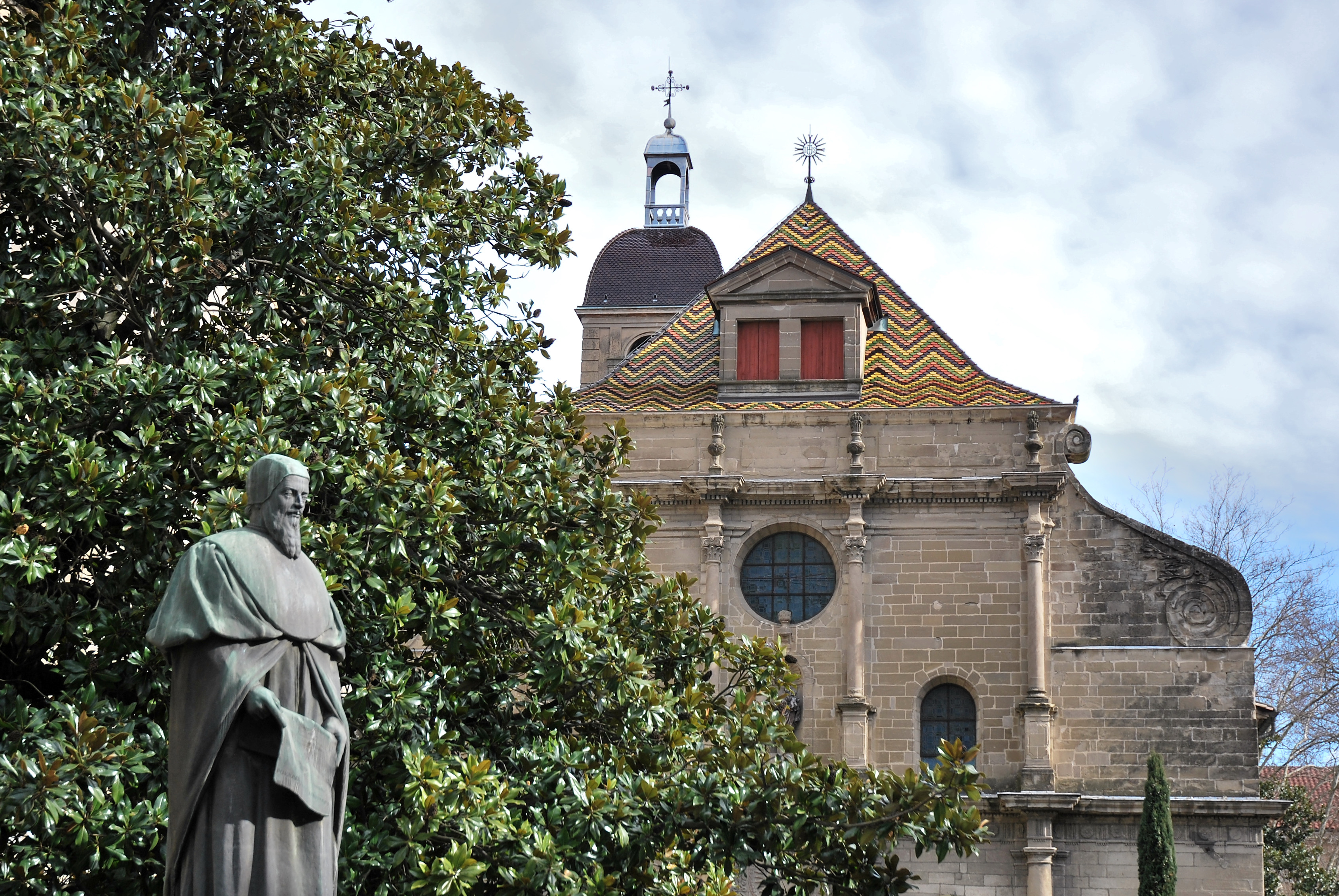
圣朱利安大教堂

2018年，罗讷河畔图尔农境内共有1个电影院和1个博物馆。

### 建筑
罗讷河畔图尔农境内有多处法国国家文物保护单位，其中横跨罗讷河的马克·瑟甘悬索桥是欧洲同类型桥梁当中历史最久远的之一；罗讷河畔图尔农圣儒利安堂、图尔农城堡等则为当地的代表性建筑物。

### 旅游
2020年，罗讷河畔图尔农境内共有6个宾馆共计109间房间，另有5个露营地，可容纳共427辆露营车。

### 媒体
法国主要的媒体均可在罗讷河畔图尔农接收，法国电视三台下属的奥弗涅-罗讷-阿尔卑斯大区频道在部分时段播出罗讷河畔图尔农所属区域的地方新闻。

## 相关人物
法国作家加布里埃尔·富尔出生于罗讷河畔图尔农，当地的一所高级中学以其命名。

## 友好城市
截至2020年5月，罗讷河畔图尔农共与两座城市互为友好城市关系：
- 德国 费尔巴赫
- 義大利 埃尔巴（義大利語：Erba (Italia)）